# Ајуми Каихори
Ајуми Каихори (јап. 海堀 あゆみ; 4. септембар 1986) бивша је јапанска фудбалерка.

## Репрезентација
За репрезентацију Јапана дебитовала је 2008. године. Са репрезентацијом Јапана наступала је на два Олимпијским играма (2008. и 2012) и два Светска првенства (2011. и 2015). За тај тим одиграла је 53 утакмице.

## Статистика
| Јапан  | Јапан | Јапан |
| Год.   | Ута.  | Гол.  |
| ------ | ----- | ----- |
| 2008   | 3     | 0     |
| 2009   | 3     | 0     |
| 2010   | 7     | 0     |
| 2011   | 14    | 0     |
| 2012   | 7     | 0     |
| 2013   | 6     | 0     |
| 2014   | 6     | 0     |
| 2015   | 7     | 0     |
| Укупно | 53    | 0     |